# 밤의 늑대들

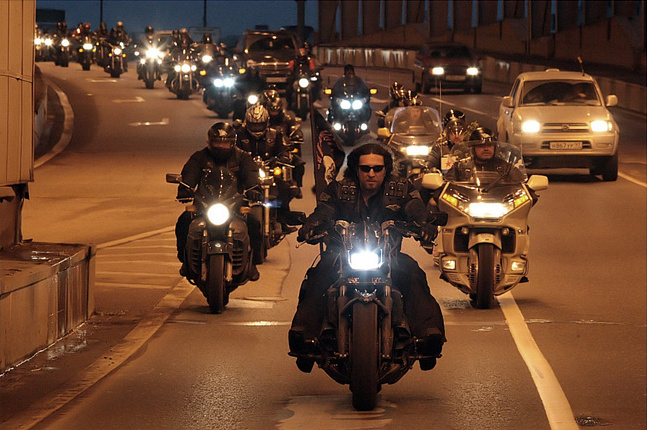
밤의 늑대들의 행렬.

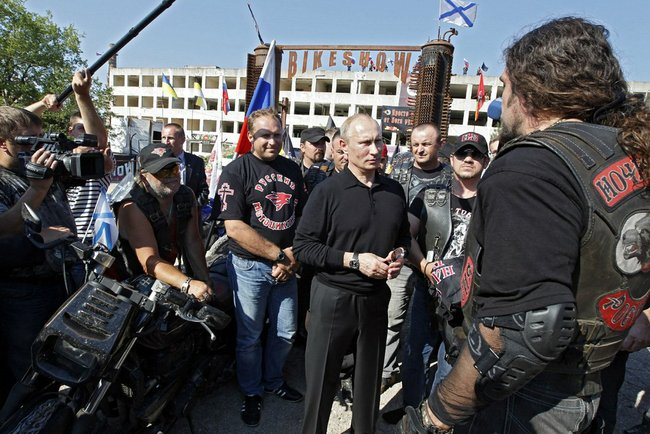
블라디미르 푸틴과 밤의 늑대들 회원들.

밤의 늑대들(러시아어: Ночные Волки 노치예 볼키[*])은 러시아의 오토바이 클럽 중 하나이다. 이 클럽은 소련 페레스트로이카 시기, 1989년 5월 31일 비공식 단체로 시작되었다. 오늘날 이 클럽은 구 소련 국가 및 러시아에 지부를 두고 있다.

## 지부 목록
- 러시아
- 우크라이나
- 벨라루스
- 라트비아
- 북마케도니아
- 세르비아
- 불가리아
- 독일

## 같이 보기
- 하이브리드 전쟁
- 바그너 그룹